# Aphelodoris varia
Aphelodoris varia is een slakkensoort uit de familie van de Dorididae. De wetenschappelijke naam van de soort werd voor het eerst geldig gepubliceerd in 1877 door Abraham.

## Beschrijving
Aphelodoris varia is een veel voorkomende soort zeenaaktslak die gezien wordt in Sydney. Het kan variëren in kleur en markeringen, maar is meestal een mix van wit en bruin op het lichaam met blauwe rinforen en kieuwen.